# Volta à Catalunha de 2022
A 101.ª edição da competição ciclista Volta à Catalunha foi uma corrida de ciclismo em estrada por etapas que se celebrou entre 21 e 27 de março de 2022 na Catalunha com início na cidade de San Felíu de Guixols e final na cidade de Barcelona sobre um percurso de 1213 quilómetros.
A corrida fez parte do UCI WorldTour de 2022, calendário ciclístico de máximo nível mundial, sendo a sétima corrida de dito circuito e foi vencida pelo colombiano Sergio Higuita do Bora-Hansgrohe. Completaram o pódio, como segundo e terceiro classificado respectivamente, o equatoriano Richard Carapaz do Ineos Grenadiers e o português João Almeida do UAE Emirates.

## Equipas participantes
Tomaram parte na corrida 24 equipas: 18 de categoria UCI WorldTeam e 6 de categoria UCI ProTeam. Formaram assim um pelotão de 165 ciclistas dos que acabaram 94. As equipas participantes foram:
| Equipes WorldTeam (18)- AG2R Citroën Team - Astana Qazaqstan Team - Bahrain Victorious - Bora-Hansgrohe - Cofidis - EF Education-EasyPost - Groupama-FDJ - Ineos Grenadiers - Intermarché-Wanty-Gobert Matériaux - Israel-Premier Tech - Jumbo-Visma - Lotto-Soudal - Movistar Team - Quick-Step Alpha Vinyl - BikeExchange-Jayco - Team DSM - Trek-Segafredo - UAE Team Emirates Equipes ProTeam (6)- Arkéa-Samsic - Burgos-BH - Caja Rural-Seguros RGA - Euskaltel-Euskadi - Equipo Kern Pharma - Uno-X Pro Cycling Team |
| |

## Percurso
| Etapa | Data    | Percurso                                      | type           | Distância (km) | Elevação (m) | Vencedor         | Líder geral             |
| ----- | ------- | --------------------------------------------- | -------------- | -------------- | ------------ | ---------------- | ----------------------- |
| 1     | 21 mar. | Sant Feliu de Guíxols – Sant Feliu de Guíxols | etapa plana    | 171            | 1 968 m      | Michael Matthews | Michael Matthews        |
| 2     | 22 mar. | L'Escala – Perpinhã                           | etapa plana    | 202,5          | 2 404 m      | Kaden Groves     | Jonas Iversby Hvideberg |
| 3     | 23 mar. | Perpinhã – La Molina                          | alta montanha  | 161,1          | 3 486 m      | Ben O'Connor     | Ben O'Connor            |
| 4     | 24 mar. | La Seu d'Urgell – Boí Taüll Resort            | alta montanha  | 166,5          | 3 400 m      | João Almeida     | Nairo Quintana          |
| 5     | 25 mar. | La Pobla de Segur – Vilanova i la Geltrú      | etapa plana    | 206            | 2 760 m      | Ethan Vernon     | João Almeida            |
| 6     | 26 mar. | Salou – Cambrils                              | média montanha | 167,5          | 3 014 m      | Richard Carapaz  | Sergio Higuita          |
| 7     | 27 mar. | Barcelona – Barcelona                         | média montanha | 138,5          | 2 337 m      | Andrea Bagioli   | Sergio Higuita          |

## Desenvolvimento da corrida

### 1.ª etapa
| Sant Feliu de Guíxols - Sant Feliu de Guíxols | etapa plana | (171 km) |

| \| Classificação por etapas \| Classificação por etapas \| Classificação por etapas \| Classificação por etapas \| Classificação por etapas \| \| Ciclista \| Ciclista \| Equipe \| Tempo \| \| \| ------------------------ \| ------------------------ \| ------------------------ \| ------------------------ \| ------------------------ \| \| 1. \| Michael Matthews \| BikeExchange-Jayco \| 3h47m11s \| \| \| 2. \| Sonny Colbrelli \| Bahrain Victorious \| + 0s \| \| \| 3. \| Quentin Pacher \| Groupama-FDJ \| + 0s \| \| \| 4. \| Andrea Bagioli \| Quick-Step Alpha Vinyl \| + 0s \| \| \| 5. \| Sergio Higuita \| Bora-Hansgrohe \| + 0s \| \| \| 6. \| Mattias Skjelmose \| Trek-Segafredo \| + 0s \| \| \| 7. \| Simon Clarke \| Israel-Premier Tech \| + 0s \| \| \| 8. \| Eduard Prades \| Caja Rural-Seguros RGA \| + 0s \| \| \| 9. \| Hugo Hofstetter \| Arkéa-Samsic \| + 0s \| \| \| 10. \| Attila Valter \| Groupama-FDJ \| + 0s \| \| |                   |                        |          |
| |                   |                        |          |
| Fonte: ProCyclingStats |                   |                        |          |
| Classificação por etapas |                   |                        |          |
| Ciclista | Ciclista          | Equipe                 | Tempo    |
| 1. | Michael Matthews  | BikeExchange-Jayco     | 3h47m11s |
| 2. | Sonny Colbrelli   | Bahrain Victorious     | + 0s     |
| 3. | Quentin Pacher    | Groupama-FDJ           | + 0s     |
| 4. | Andrea Bagioli    | Quick-Step Alpha Vinyl | + 0s     |
| 5. | Sergio Higuita    | Bora-Hansgrohe         | + 0s     |
| 6. | Mattias Skjelmose | Trek-Segafredo         | + 0s     |
| 7. | Simon Clarke      | Israel-Premier Tech    | + 0s     |
| 8. | Eduard Prades     | Caja Rural-Seguros RGA | + 0s     |
| 9. | Hugo Hofstetter   | Arkéa-Samsic           | + 0s     |
| 10. | Attila Valter     | Groupama-FDJ           | + 0s     |

| \| Classificação geral \| Classificação geral \| Classificação geral \| Classificação geral \| Classificação geral \| \| Ciclista \| Ciclista \| Equipe \| Tempo \| \| \| ------------------- \| ----------------------- \| ---------------------- \| ------------------- \| ------------------- \| \| 1. \| Michael Matthews \| BikeExchange-Jayco \| 3h47m01s \| \| \| 2. \| Sonny Colbrelli \| Bahrain Victorious \| + 4s \| \| \| 3. \| Jonas Iversby Hvideberg \| Team DSM \| + 4s \| \| \| 4. \| Quentin Pacher \| Groupama-FDJ \| + 6s \| \| \| 5. \| Andrea Bagioli \| Quick-Step Alpha Vinyl \| + 10s \| \| \| 6. \| Sergio Higuita \| Bora-Hansgrohe \| + 10s \| \| \| 7. \| Mattias Skjelmose \| Trek-Segafredo \| + 10s \| \| \| 8. \| Simon Clarke \| Israel-Premier Tech \| + 10s \| \| \| 9. \| Eduard Prades \| Caja Rural-Seguros RGA \| + 10s \| \| \| 10. \| Attila Valter \| Groupama-FDJ \| + 10s \| \| |                         |                        |          |
| |                         |                        |          |
| Fonte: ProCyclingStats |                         |                        |          |
| Classificação geral |                         |                        |          |
| Ciclista | Ciclista                | Equipe                 | Tempo    |
| 1. | Michael Matthews        | BikeExchange-Jayco     | 3h47m01s |
| 2. | Sonny Colbrelli         | Bahrain Victorious     | + 4s     |
| 3. | Jonas Iversby Hvideberg | Team DSM               | + 4s     |
| 4. | Quentin Pacher          | Groupama-FDJ           | + 6s     |
| 5. | Andrea Bagioli          | Quick-Step Alpha Vinyl | + 10s    |
| 6. | Sergio Higuita          | Bora-Hansgrohe         | + 10s    |
| 7. | Mattias Skjelmose       | Trek-Segafredo         | + 10s    |
| 8. | Simon Clarke            | Israel-Premier Tech    | + 10s    |
| 9. | Eduard Prades           | Caja Rural-Seguros RGA | + 10s    |
| 10. | Attila Valter           | Groupama-FDJ           | + 10s    |

### 2.ª etapa
| L'Escala - Perpinhã | etapa plana | (202,5 km) |

| \| Classificação por etapas \| Classificação por etapas \| Classificação por etapas \| Classificação por etapas \| Classificação por etapas \| \| Ciclista \| Ciclista \| Equipe \| Tempo \| \| \| ------------------------ \| ------------------------ \| ------------------------ \| ------------------------ \| ------------------------ \| \| 1. \| Kaden Groves \| BikeExchange-Jayco \| 4h44m28s \| \| \| 2. \| Phil Bauhaus \| Bahrain Victorious \| + 0s \| \| \| 3. \| Hugo Hofstetter \| Arkéa-Samsic \| + 0s \| \| \| 4. \| Ethan Vernon \| Quick-Step Alpha Vinyl \| + 0s \| \| \| 5. \| Juan Sebastián Molano \| UAE Team Emirates \| + 0s \| \| \| 6. \| Manuel Peñalver \| Burgos-BH \| + 0s \| \| \| 7. \| Michael Matthews \| BikeExchange-Jayco \| + 0s \| \| \| 8. \| Steven Kruijswijk \| Jumbo-Visma \| + 0s \| \| \| 9. \| Henri Vandenabeele \| Team DSM \| + 0s \| \| \| 10. \| Mattias Skjelmose \| Trek-Segafredo \| + 0s \| \| |                       |                        |          |
| |                       |                        |          |
| Fonte: ProCyclingStats |                       |                        |          |
| Classificação por etapas |                       |                        |          |
| Ciclista | Ciclista              | Equipe                 | Tempo    |
| 1. | Kaden Groves          | BikeExchange-Jayco     | 4h44m28s |
| 2. | Phil Bauhaus          | Bahrain Victorious     | + 0s     |
| 3. | Hugo Hofstetter       | Arkéa-Samsic           | + 0s     |
| 4. | Ethan Vernon          | Quick-Step Alpha Vinyl | + 0s     |
| 5. | Juan Sebastián Molano | UAE Team Emirates      | + 0s     |
| 6. | Manuel Peñalver       | Burgos-BH              | + 0s     |
| 7. | Michael Matthews      | BikeExchange-Jayco     | + 0s     |
| 8. | Steven Kruijswijk     | Jumbo-Visma            | + 0s     |
| 9. | Henri Vandenabeele    | Team DSM               | + 0s     |
| 10. | Mattias Skjelmose     | Trek-Segafredo         | + 0s     |

| \| Classificação geral \| Classificação geral \| Classificação geral \| Classificação geral \| Classificação geral \| \| Ciclista \| Ciclista \| Equipe \| Tempo \| \| \| ------------------- \| -------------------------- \| ---------------------------------- \| ------------------- \| ------------------- \| \| 1. \| Jonas Iversby Hvideberg \| Team DSM \| 8h31m28s \| \| \| 2. \| Michael Matthews \| BikeExchange-Jayco \| + 1s \| \| \| 3. \| Hugo Hofstetter \| Arkéa-Samsic \| + 7s \| \| \| 4. \| Mattias Skjelmose \| Trek-Segafredo \| + 11s \| \| \| 5. \| Juan Sebastián Molano \| UAE Team Emirates \| + 11s \| \| \| 6. \| Giulio Ciccone \| Trek-Segafredo \| + 11s \| \| \| 7. \| Tobias Halland Johannessen \| Uno-X Pro Cycling Team \| + 11s \| \| \| 8. \| Sergio Higuita \| Bora-Hansgrohe \| + 11s \| \| \| 9. \| Jan Bakelants \| Intermarché-Wanty-Gobert Matériaux \| + 11s \| \| \| 10. \| Sam Oomen \| Jumbo-Visma \| + 11s \| \| |                            |                                    |          |
| |                            |                                    |          |
| Fonte: ProCyclingStats |                            |                                    |          |
| Classificação geral |                            |                                    |          |
| Ciclista | Ciclista                   | Equipe                             | Tempo    |
| 1. | Jonas Iversby Hvideberg    | Team DSM                           | 8h31m28s |
| 2. | Michael Matthews           | BikeExchange-Jayco                 | + 1s     |
| 3. | Hugo Hofstetter            | Arkéa-Samsic                       | + 7s     |
| 4. | Mattias Skjelmose          | Trek-Segafredo                     | + 11s    |
| 5. | Juan Sebastián Molano      | UAE Team Emirates                  | + 11s    |
| 6. | Giulio Ciccone             | Trek-Segafredo                     | + 11s    |
| 7. | Tobias Halland Johannessen | Uno-X Pro Cycling Team             | + 11s    |
| 8. | Sergio Higuita             | Bora-Hansgrohe                     | + 11s    |
| 9. | Jan Bakelants              | Intermarché-Wanty-Gobert Matériaux | + 11s    |
| 10. | Sam Oomen                  | Jumbo-Visma                        | + 11s    |

### 3.ª etapa
| Perpinhã - La Molina | alta montanha | (161,1 km) |

| \| Classificação por etapas \| Classificação por etapas \| Classificação por etapas \| Classificação por etapas \| Classificação por etapas \| \| Ciclista \| Ciclista \| Equipe \| Tempo \| \| \| ------------------------ \| -------------------------- \| ------------------------ \| ------------------------ \| ------------------------ \| \| 1. \| Ben O'Connor \| AG2R Citroën Team \| 4h12m51s \| \| \| 2. \| Juan Ayuso \| UAE Team Emirates \| + 6s \| \| \| 3. \| Nairo Quintana \| Arkéa-Samsic \| + 6s \| \| \| 4. \| Sergio Higuita \| Bora-Hansgrohe \| + 6s \| \| \| 5. \| João Almeida \| UAE Team Emirates \| + 6s \| \| \| 6. \| Wout Poels \| Bahrain Victorious \| + 6s \| \| \| 7. \| Giulio Ciccone \| Trek-Segafredo \| + 6s \| \| \| 8. \| Tobias Halland Johannessen \| Uno-X Pro Cycling Team \| + 6s \| \| \| 9. \| Guillaume Martin \| Cofidis \| + 6s \| \| \| 10. \| Damien Howson \| BikeExchange-Jayco \| + 9s \| \| |                            |                        |          |
| |                            |                        |          |
| Fonte: ProCyclingStats |                            |                        |          |
| Classificação por etapas |                            |                        |          |
| Ciclista | Ciclista                   | Equipe                 | Tempo    |
| 1. | Ben O'Connor               | AG2R Citroën Team      | 4h12m51s |
| 2. | Juan Ayuso                 | UAE Team Emirates      | + 6s     |
| 3. | Nairo Quintana             | Arkéa-Samsic           | + 6s     |
| 4. | Sergio Higuita             | Bora-Hansgrohe         | + 6s     |
| 5. | João Almeida               | UAE Team Emirates      | + 6s     |
| 6. | Wout Poels                 | Bahrain Victorious     | + 6s     |
| 7. | Giulio Ciccone             | Trek-Segafredo         | + 6s     |
| 8. | Tobias Halland Johannessen | Uno-X Pro Cycling Team | + 6s     |
| 9. | Guillaume Martin           | Cofidis                | + 6s     |
| 10. | Damien Howson              | BikeExchange-Jayco     | + 9s     |

| \| Classificação geral \| Classificação geral \| Classificação geral \| Classificação geral \| Classificação geral \| \| Ciclista \| Ciclista \| Equipe \| Tempo \| \| \| ------------------- \| -------------------------- \| ---------------------- \| ------------------- \| ------------------- \| \| 1. \| Ben O'Connor \| AG2R Citroën Team \| 12h44m20s \| \| \| 2. \| Juan Ayuso \| UAE Team Emirates \| + 10s \| \| \| 3. \| Nairo Quintana \| Arkéa-Samsic \| + 12s \| \| \| 4. \| Sergio Higuita \| Bora-Hansgrohe \| + 16s \| \| \| 5. \| Giulio Ciccone \| Trek-Segafredo \| + 16s \| \| \| 6. \| Tobias Halland Johannessen \| Uno-X Pro Cycling Team \| + 16s \| \| \| 7. \| Wout Poels \| Bahrain Victorious \| + 16s \| \| \| 8. \| Guillaume Martin \| Cofidis \| + 16s \| \| \| 9. \| João Almeida \| UAE Team Emirates \| + 16s \| \| \| 10. \| Steven Kruijswijk \| Jumbo-Visma \| + 19s \| \| |                            |                        |           |
| |                            |                        |           |
| Fonte: ProCyclingStats |                            |                        |           |
| Classificação geral |                            |                        |           |
| Ciclista | Ciclista                   | Equipe                 | Tempo     |
| 1. | Ben O'Connor               | AG2R Citroën Team      | 12h44m20s |
| 2. | Juan Ayuso                 | UAE Team Emirates      | + 10s     |
| 3. | Nairo Quintana             | Arkéa-Samsic           | + 12s     |
| 4. | Sergio Higuita             | Bora-Hansgrohe         | + 16s     |
| 5. | Giulio Ciccone             | Trek-Segafredo         | + 16s     |
| 6. | Tobias Halland Johannessen | Uno-X Pro Cycling Team | + 16s     |
| 7. | Wout Poels                 | Bahrain Victorious     | + 16s     |
| 8. | Guillaume Martin           | Cofidis                | + 16s     |
| 9. | João Almeida               | UAE Team Emirates      | + 16s     |
| 10. | Steven Kruijswijk          | Jumbo-Visma            | + 19s     |

### 4.ª etapa
| La Seu d'Urgell - Boí Taüll Resort | alta montanha | (166,5 km) |

| \| Classificação por etapas \| Classificação por etapas \| Classificação por etapas \| Classificação por etapas \| Classificação por etapas \| \| Ciclista \| Ciclista \| Equipe \| Tempo \| \| \| ------------------------ \| -------------------------- \| ------------------------ \| ------------------------ \| ------------------------ \| \| 1. \| João Almeida \| UAE Team Emirates \| 4h20m27s \| \| \| 2. \| Nairo Quintana \| Arkéa-Samsic \| + 0s \| \| \| 3. \| Sergio Higuita \| Bora-Hansgrohe \| + 0s \| \| \| 4. \| Wout Poels \| Bahrain Victorious \| + 7s \| \| \| 5. \| Tobias Halland Johannessen \| Uno-X Pro Cycling Team \| + 13s \| \| \| 6. \| Juan Ayuso \| UAE Team Emirates \| + 13s \| \| \| 7. \| Richard Carapaz \| Ineos Grenadiers \| + 13s \| \| \| 8. \| Jai Hindley \| Bora-Hansgrohe \| + 13s \| \| \| 9. \| Carlos Rodríguez \| Ineos Grenadiers \| + 13s \| \| \| 10. \| Guillaume Martin \| Cofidis \| + 13s \| \| |                            |                        |          |
| |                            |                        |          |
| Fonte: ProCyclingStats |                            |                        |          |
| Classificação por etapas |                            |                        |          |
| Ciclista | Ciclista                   | Equipe                 | Tempo    |
| 1. | João Almeida               | UAE Team Emirates      | 4h20m27s |
| 2. | Nairo Quintana             | Arkéa-Samsic           | + 0s     |
| 3. | Sergio Higuita             | Bora-Hansgrohe         | + 0s     |
| 4. | Wout Poels                 | Bahrain Victorious     | + 7s     |
| 5. | Tobias Halland Johannessen | Uno-X Pro Cycling Team | + 13s    |
| 6. | Juan Ayuso                 | UAE Team Emirates      | + 13s    |
| 7. | Richard Carapaz            | Ineos Grenadiers       | + 13s    |
| 8. | Jai Hindley                | Bora-Hansgrohe         | + 13s    |
| 9. | Carlos Rodríguez           | Ineos Grenadiers       | + 13s    |
| 10. | Guillaume Martin           | Cofidis                | + 13s    |

| \| Classificação geral \| Classificação geral \| Classificação geral \| Classificação geral \| Classificação geral \| \| Ciclista \| Ciclista \| Equipe \| Tempo \| \| \| ------------------- \| -------------------------- \| ---------------------- \| ------------------- \| ------------------- \| \| 1. \| Nairo Quintana \| Arkéa-Samsic \| + 17h04m53s \| \| \| 2. \| João Almeida \| UAE Team Emirates \| + 0s \| \| \| 3. \| Sergio Higuita \| Bora-Hansgrohe \| + 6s \| \| \| 4. \| Ben O'Connor \| AG2R Citroën Team \| + 16s \| \| \| 5. \| Juan Ayuso \| UAE Team Emirates \| + 17s \| \| \| 6. \| Wout Poels \| Bahrain Victorious \| + 17s \| \| \| 7. \| Tobias Halland Johannessen \| Uno-X Pro Cycling Team \| + 23s \| \| \| 8. \| Guillaume Martin \| Cofidis \| + 23s \| \| \| 9. \| Richard Carapaz \| Ineos Grenadiers \| + 26s \| \| \| 10. \| Torstein Træen \| Uno-X Pro Cycling Team \| + 34s \| \| |                            |                        |             |
| |                            |                        |             |
| Fonte: ProCyclingStats |                            |                        |             |
| Classificação geral |                            |                        |             |
| Ciclista | Ciclista                   | Equipe                 | Tempo       |
| 1. | Nairo Quintana             | Arkéa-Samsic           | + 17h04m53s |
| 2. | João Almeida               | UAE Team Emirates      | + 0s        |
| 3. | Sergio Higuita             | Bora-Hansgrohe         | + 6s        |
| 4. | Ben O'Connor               | AG2R Citroën Team      | + 16s       |
| 5. | Juan Ayuso                 | UAE Team Emirates      | + 17s       |
| 6. | Wout Poels                 | Bahrain Victorious     | + 17s       |
| 7. | Tobias Halland Johannessen | Uno-X Pro Cycling Team | + 23s       |
| 8. | Guillaume Martin           | Cofidis                | + 23s       |
| 9. | Richard Carapaz            | Ineos Grenadiers       | + 26s       |
| 10. | Torstein Træen             | Uno-X Pro Cycling Team | + 34s       |

### 5.ª etapa
| La Pobla de Segur - Vilanova i la Geltrú | etapa plana | (206 km) |

| \| Classificação por etapas \| Classificação por etapas \| Classificação por etapas \| Classificação por etapas \| Classificação por etapas \| \| Ciclista \| Ciclista \| Equipe \| Tempo \| \| \| ------------------------ \| ------------------------ \| ------------------------ \| ------------------------ \| ------------------------ \| \| 1. \| Ethan Vernon \| Quick-Step Alpha Vinyl \| 5h21m17s \| \| \| 2. \| Phil Bauhaus \| Bahrain Victorious \| + 0s \| \| \| 3. \| Dorian Godon \| AG2R Citroën Team \| + 0s \| \| \| 4. \| Guillaume Boivin \| Israel-Premier Tech \| + 0s \| \| \| 5. \| Kaden Groves \| BikeExchange-Jayco \| + 0s \| \| \| 6. \| Martin Laas \| Bora-Hansgrohe \| + 0s \| \| \| 7. \| Manuel Peñalver \| Burgos-BH \| + 0s \| \| \| 8. \| Ivo Oliveira \| UAE Team Emirates \| + 0s \| \| \| 9. \| Hugo Hofstetter \| Arkéa-Samsic \| + 0s \| \| \| 10. \| Guillaume Martin \| Cofidis \| + 0s \| \| |                  |                        |          |
| |                  |                        |          |
| Fonte: ProCyclingStats |                  |                        |          |
| Classificação por etapas |                  |                        |          |
| Ciclista | Ciclista         | Equipe                 | Tempo    |
| 1. | Ethan Vernon     | Quick-Step Alpha Vinyl | 5h21m17s |
| 2. | Phil Bauhaus     | Bahrain Victorious     | + 0s     |
| 3. | Dorian Godon     | AG2R Citroën Team      | + 0s     |
| 4. | Guillaume Boivin | Israel-Premier Tech    | + 0s     |
| 5. | Kaden Groves     | BikeExchange-Jayco     | + 0s     |
| 6. | Martin Laas      | Bora-Hansgrohe         | + 0s     |
| 7. | Manuel Peñalver  | Burgos-BH              | + 0s     |
| 8. | Ivo Oliveira     | UAE Team Emirates      | + 0s     |
| 9. | Hugo Hofstetter  | Arkéa-Samsic           | + 0s     |
| 10. | Guillaume Martin | Cofidis                | + 0s     |

| \| Classificação geral \| Classificação geral \| Classificação geral \| Classificação geral \| Classificação geral \| \| Ciclista \| Ciclista \| Equipe \| Tempo \| \| \| ------------------- \| -------------------------- \| ---------------------- \| ------------------- \| ------------------- \| \| 1. \| João Almeida \| UAE Team Emirates \| 22h26m09s \| \| \| 2. \| Nairo Quintana \| Arkéa-Samsic \| + 1s \| \| \| 3. \| Sergio Higuita \| Bora-Hansgrohe \| + 7s \| \| \| 4. \| Juan Ayuso \| UAE Team Emirates \| + 18s \| \| \| 5. \| Wout Poels \| Bahrain Victorious \| + 18s \| \| \| 6. \| Ben O'Connor \| AG2R Citroën Team \| + 18s \| \| \| 7. \| Tobias Halland Johannessen \| Uno-X Pro Cycling Team \| + 21s \| \| \| 8. \| Guillaume Martin \| Cofidis \| + 24s \| \| \| 9. \| Richard Carapaz \| Ineos Grenadiers \| + 27s \| \| \| 10. \| Torstein Træen \| Uno-X Pro Cycling Team \| + 35s \| \| |                            |                        |           |
| |                            |                        |           |
| Fonte: ProCyclingStats |                            |                        |           |
| Classificação geral |                            |                        |           |
| Ciclista | Ciclista                   | Equipe                 | Tempo     |
| 1. | João Almeida               | UAE Team Emirates      | 22h26m09s |
| 2. | Nairo Quintana             | Arkéa-Samsic           | + 1s      |
| 3. | Sergio Higuita             | Bora-Hansgrohe         | + 7s      |
| 4. | Juan Ayuso                 | UAE Team Emirates      | + 18s     |
| 5. | Wout Poels                 | Bahrain Victorious     | + 18s     |
| 6. | Ben O'Connor               | AG2R Citroën Team      | + 18s     |
| 7. | Tobias Halland Johannessen | Uno-X Pro Cycling Team | + 21s     |
| 8. | Guillaume Martin           | Cofidis                | + 24s     |
| 9. | Richard Carapaz            | Ineos Grenadiers       | + 27s     |
| 10. | Torstein Træen             | Uno-X Pro Cycling Team | + 35s     |

### 6.ª etapa
| Salou - Cambrils | média montanha | (167,5 km) |

| \| Classificação por etapas \| Classificação por etapas \| Classificação por etapas \| Classificação por etapas \| Classificação por etapas \| \| Ciclista \| Ciclista \| Equipe \| Tempo \| \| \| ------------------------ \| ------------------------ \| ---------------------------------- \| ------------------------ \| ------------------------ \| \| 1. \| Richard Carapaz \| Ineos Grenadiers \| + 4h09m19s \| \| \| 2. \| Sergio Higuita \| Bora-Hansgrohe \| + 0s \| \| \| 3. \| Kaden Groves \| BikeExchange-Jayco \| + 48s \| \| \| 4. \| Simone Velasco \| Astana Qazaqstan Team \| + 48s \| \| \| 5. \| Quentin Pacher \| Groupama-FDJ \| + 48s \| \| \| 6. \| Jan Bakelants \| Intermarché-Wanty-Gobert Matériaux \| + 48s \| \| \| 7. \| Fernando Barceló \| Caja Rural-Seguros RGA \| + 48s \| \| \| 8. \| Dorian Godon \| AG2R Citroën Team \| + 48s \| \| \| 9. \| Mattias Skjelmose \| Trek-Segafredo \| + 48s \| \| \| 10. \| Henri Vandenabeele \| Team DSM \| + 48s \| \| |                    |                                    |            |
| |                    |                                    |            |
| Fonte: ProCyclingStats |                    |                                    |            |
| Classificação por etapas |                    |                                    |            |
| Ciclista | Ciclista           | Equipe                             | Tempo      |
| 1. | Richard Carapaz    | Ineos Grenadiers                   | + 4h09m19s |
| 2. | Sergio Higuita     | Bora-Hansgrohe                     | + 0s       |
| 3. | Kaden Groves       | BikeExchange-Jayco                 | + 48s      |
| 4. | Simone Velasco     | Astana Qazaqstan Team              | + 48s      |
| 5. | Quentin Pacher     | Groupama-FDJ                       | + 48s      |
| 6. | Jan Bakelants      | Intermarché-Wanty-Gobert Matériaux | + 48s      |
| 7. | Fernando Barceló   | Caja Rural-Seguros RGA             | + 48s      |
| 8. | Dorian Godon       | AG2R Citroën Team                  | + 48s      |
| 9. | Mattias Skjelmose  | Trek-Segafredo                     | + 48s      |
| 10. | Henri Vandenabeele | Team DSM                           | + 48s      |

| \| Classificação geral \| Classificação geral \| Classificação geral \| Classificação geral \| Classificação geral \| \| Ciclista \| Ciclista \| Equipe \| Tempo \| \| \| ------------------- \| -------------------------- \| ---------------------- \| ------------------- \| ------------------- \| \| 1. \| Sergio Higuita \| Bora-Hansgrohe \| + 26h35m24s \| \| \| 2. \| Richard Carapaz \| Ineos Grenadiers \| + 16s \| \| \| 3. \| João Almeida \| UAE Team Emirates \| + 52s \| \| \| 4. \| Nairo Quintana \| Arkéa-Samsic \| + 53s \| \| \| 5. \| Juan Ayuso \| UAE Team Emirates \| + 1m08s \| \| \| 6. \| Wout Poels \| Bahrain Victorious \| + 1m10s \| \| \| 7. \| Ben O'Connor \| AG2R Citroën Team \| + 1m10s \| \| \| 8. \| Tobias Halland Johannessen \| Uno-X Pro Cycling Team \| + 1m13s \| \| \| 9. \| Guillaume Martin \| Cofidis \| + 1m16s \| \| \| 10. \| Torstein Træen \| Uno-X Pro Cycling Team \| + 1m27s \| \| |                            |                        |             |
| |                            |                        |             |
| Fonte: ProCyclingStats |                            |                        |             |
| Classificação geral |                            |                        |             |
| Ciclista | Ciclista                   | Equipe                 | Tempo       |
| 1. | Sergio Higuita             | Bora-Hansgrohe         | + 26h35m24s |
| 2. | Richard Carapaz            | Ineos Grenadiers       | + 16s       |
| 3. | João Almeida               | UAE Team Emirates      | + 52s       |
| 4. | Nairo Quintana             | Arkéa-Samsic           | + 53s       |
| 5. | Juan Ayuso                 | UAE Team Emirates      | + 1m08s     |
| 6. | Wout Poels                 | Bahrain Victorious     | + 1m10s     |
| 7. | Ben O'Connor               | AG2R Citroën Team      | + 1m10s     |
| 8. | Tobias Halland Johannessen | Uno-X Pro Cycling Team | + 1m13s     |
| 9. | Guillaume Martin           | Cofidis                | + 1m16s     |
| 10. | Torstein Træen             | Uno-X Pro Cycling Team | + 1m27s     |

### 7.ª etapa
| Barcelona - Barcelona | média montanha | (138,5 km) |

| \| Classificação por etapas \| Classificação por etapas \| Classificação por etapas \| Classificação por etapas \| Classificação por etapas \| \| Ciclista \| Ciclista \| Equipe \| Tempo \| \| \| ------------------------ \| ------------------------ \| ------------------------ \| ------------------------ \| ------------------------ \| \| 1. \| Andrea Bagioli \| Quick-Step Alpha Vinyl \| 3h18m09s \| \| \| 2. \| Attila Valter \| Groupama-FDJ \| + 0s \| \| \| 3. \| Fernando Barceló \| Caja Rural-Seguros RGA \| + 0s \| \| \| 4. \| Juan Ayuso \| UAE Team Emirates \| + 0s \| \| \| 5. \| Dylan Teuns \| Bahrain Victorious \| + 0s \| \| \| 6. \| Guillaume Martin \| Cofidis \| + 0s \| \| \| 7. \| Nairo Quintana \| Arkéa-Samsic \| + 0s \| \| \| 8. \| Carlos Verona \| Movistar Team \| + 0s \| \| \| 9. \| Sergio Higuita \| Bora-Hansgrohe \| + 0s \| \| \| 10. \| Richard Carapaz \| Ineos Grenadiers \| + 0s \| \| |                  |                        |          |
| |                  |                        |          |
| Fonte: ProCyclingStats |                  |                        |          |
| Classificação por etapas |                  |                        |          |
| Ciclista | Ciclista         | Equipe                 | Tempo    |
| 1. | Andrea Bagioli   | Quick-Step Alpha Vinyl | 3h18m09s |
| 2. | Attila Valter    | Groupama-FDJ           | + 0s     |
| 3. | Fernando Barceló | Caja Rural-Seguros RGA | + 0s     |
| 4. | Juan Ayuso       | UAE Team Emirates      | + 0s     |
| 5. | Dylan Teuns      | Bahrain Victorious     | + 0s     |
| 6. | Guillaume Martin | Cofidis                | + 0s     |
| 7. | Nairo Quintana   | Arkéa-Samsic           | + 0s     |
| 8. | Carlos Verona    | Movistar Team          | + 0s     |
| 9. | Sergio Higuita   | Bora-Hansgrohe         | + 0s     |
| 10. | Richard Carapaz  | Ineos Grenadiers       | + 0s     |

## Classificações finais
- As classificações finalizaram da seguinte forma:[2]

### Classificação geral
| \| Classificação geral \| Classificação geral \| Classificação geral \| Classificação geral \| Classificação geral \| \| Ciclista \| Ciclista \| Equipe \| Tempo \| \| \| ------------------- \| -------------------------- \| ---------------------- \| ------------------- \| ------------------- \| \| 1. \| Sergio Higuita \| Bora-Hansgrohe \| + 29h53m33s \| \| \| 2. \| Richard Carapaz \| Ineos Grenadiers \| + 16s \| \| \| 3. \| João Almeida \| UAE Team Emirates \| + 52s \| \| \| 4. \| Nairo Quintana \| Arkéa-Samsic \| + 53s \| \| \| 5. \| Juan Ayuso \| UAE Team Emirates \| + 1m08s \| \| \| 6. \| Ben O'Connor \| AG2R Citroën Team \| + 1m10s \| \| \| 7. \| Tobias Halland Johannessen \| Uno-X Pro Cycling Team \| + 1m13s \| \| \| 8. \| Guillaume Martin \| Cofidis \| + 1m16s \| \| \| 9. \| Torstein Træen \| Uno-X Pro Cycling Team \| + 1m27s \| \| \| 10. \| Sam Oomen \| Jumbo-Visma \| + 1m55s \| \| |                            |                        |             |
| |                            |                        |             |
| Fonte: ProCyclingStats |                            |                        |             |
| Classificação geral |                            |                        |             |
| Ciclista | Ciclista                   | Equipe                 | Tempo       |
| 1. | Sergio Higuita             | Bora-Hansgrohe         | + 29h53m33s |
| 2. | Richard Carapaz            | Ineos Grenadiers       | + 16s       |
| 3. | João Almeida               | UAE Team Emirates      | + 52s       |
| 4. | Nairo Quintana             | Arkéa-Samsic           | + 53s       |
| 5. | Juan Ayuso                 | UAE Team Emirates      | + 1m08s     |
| 6. | Ben O'Connor               | AG2R Citroën Team      | + 1m10s     |
| 7. | Tobias Halland Johannessen | Uno-X Pro Cycling Team | + 1m13s     |
| 8. | Guillaume Martin           | Cofidis                | + 1m16s     |
| 9. | Torstein Træen             | Uno-X Pro Cycling Team | + 1m27s     |
| 10. | Sam Oomen                  | Jumbo-Visma            | + 1m55s     |

### Classificação da montanha
| Classificação da montanha | Classificação da montanha | Classificação da montanha | Classificação da montanha | Classificação da montanha |
| Ciclista                  | Ciclista                  | Equipe                    | Pontos                    |                           |
| ------------------------- | ------------------------- | ------------------------- | ------------------------- | ------------------------- |
| 1.                        | Sergio Higuita            | Bora-Hansgrohe            | 28 pts                    |                           |
| 2.                        | Mikel Bizkarra            | Euskaltel-Euskadi         | 21 pts                    |                           |
| 3.                        | Ander Okamika             | Burgos-BH                 | 20 pts                    |                           |
| 4.                        | Richard Carapaz           | Ineos Grenadiers          | 20 pts                    |                           |
| 5.                        | Steven Kruijswijk         | Jumbo-Visma               | 17 pts                    |                           |
| 6.                        | João Almeida              | UAE Team Emirates         | 16 pts                    |                           |
| 7.                        | Juan Ayuso                | UAE Team Emirates         | 16 pts                    |                           |
| 8.                        | Jesús Herrada             | Cofidis                   | 15 pts                    |                           |
| 9.                        | Nairo Quintana            | Arkéa-Samsic              | 14 pts                    |                           |
| 10.                       | Quentin Pacher            | Groupama-FDJ              | 12 pts                    |                           |

### Classificação dos sprints (metas volantes)
| Classificação por pontos | Classificação por pontos | Classificação por pontos | Classificação por pontos | Classificação por pontos |
| Ciclista                 | Ciclista                 | Equipe                   | Pontos                   |                          |
| ------------------------ | ------------------------ | ------------------------ | ------------------------ | ------------------------ |
| 1.                       | Kaden Groves             | BikeExchange-Jayco       | 17 pts                   |                          |
| 2.                       | Richard Carapaz          | Ineos Grenadiers         | 15 pts                   |                          |
| 3.                       | Sergio Higuita           | Bora-Hansgrohe           | 15 pts                   |                          |
| 4.                       | João Almeida             | UAE Team Emirates        | 11 pts                   |                          |
| 5.                       | Ben O'Connor             | AG2R Citroën Team        | 10 pts                   |                          |
| 6.                       | Andrea Bagioli           | Quick-Step Alpha Vinyl   | 10 pts                   |                          |
| 7.                       | Ethan Vernon             | Quick-Step Alpha Vinyl   | 10 pts                   |                          |
| 8.                       | Nairo Quintana           | Arkéa-Samsic             | 10 pts                   |                          |
| 9.                       | Juan Ayuso               | UAE Team Emirates        | 8 pts                    |                          |
| 10.                      | Attila Valter            | Groupama-FDJ             | 6 pts                    |                          |

### Classificação dos jovens
| Classificação dos jovens | Classificação dos jovens   | Classificação dos jovens | Classificação dos jovens | Classificação dos jovens |
| Ciclista                 | Ciclista                   | Equipe                   | Tempo                    |                          |
| ------------------------ | -------------------------- | ------------------------ | ------------------------ | ------------------------ |
| 1.                       | Sergio Higuita             | Bora-Hansgrohe           | 29h53m33s                |                          |
| 2.                       | João Almeida               | UAE Team Emirates        | + 52s                    |                          |
| 3.                       | Juan Ayuso                 | UAE Team Emirates        | + 1m08s                  |                          |
| 4.                       | Tobias Halland Johannessen | Uno-X Pro Cycling Team   | + 1m13s                  |                          |
| 5.                       | Carlos Rodríguez           | Ineos Grenadiers         | + 2m50s                  |                          |
| 6.                       | Mattias Skjelmose          | Trek-Segafredo           | + 2m54s                  |                          |
| 7.                       | Javier Romo                | Astana Qazaqstan Team    | + 12m35s                 |                          |
| 8.                       | Attila Valter              | Groupama-FDJ             | + 17m35s                 |                          |
| 9.                       | Sylvain Moniquet           | Lotto-Soudal             | + 20m50s                 |                          |
| 10.                      | Henri Vandenabeele         | Team DSM                 | + 23m52s                 |                          |

### Classificação por equipas
| Classificação por equipes | Classificação por equipes          | Classificação por equipes | Classificação por equipes |
| Equipe                    | Equipe                             | Tempo                     |                           |
| ------------------------- | ---------------------------------- | ------------------------- | ------------------------- |
| 1.                        | Bahrain Victorious                 | 89h46m49s                 |                           |
| 2.                        | UAE Team Emirates                  | + 6m35s                   |                           |
| 3.                        | Groupama-FDJ                       | + 7m18s                   |                           |
| 4.                        | Uno-X Pro Cycling Team             | + 7m20s                   |                           |
| 5.                        | Ineos Grenadiers                   | + 11m14s                  |                           |
| 6.                        | Bora-Hansgrohe                     | + 11m15s                  |                           |
| 7.                        | Trek-Segafredo                     | + 17m53s                  |                           |
| 8.                        | Intermarché-Wanty-Gobert Matériaux | + 18m00s                  |                           |
| 9.                        | Movistar Team                      | + 24m50s                  |                           |
| 10.                       | Jumbo-Visma                        | + 26m44s                  |                           |

## Evolução das classificações
| Etapa |                | Vencedor _       | Classificação geral     | Prêmio por pontos       | Prêmio de montanha      | Juventude               | Disputa           | Equipes            |
| ----- | -------------- | ---------------- | ----------------------- | ----------------------- | ----------------------- | ----------------------- | ----------------- | ------------------ |
| 1     | etapa plana    | Michael Matthews | Michael Matthews        | Michael Matthews        | Jonas Iversby Hvideberg | Jonas Iversby Hvideberg | Jonathan Caicedo  | Bahrain Victorious |
| 2     | etapa plana    | Kaden Groves     | Jonas Iversby Hvideberg | Jonas Iversby Hvideberg | Jonas Iversby Hvideberg | Jonas Iversby Hvideberg | Adrià Moreno      | Bahrain Victorious |
| 3     | alta montanha  | Ben O'Connor     | Ben O'Connor            | Jonas Iversby Hvideberg | Ander Okamika           | Juan Ayuso              | Mikel Bizkarra    | UAE Team Emirates  |
| 4     | alta montanha  | João Almeida     | Nairo Quintana          | Jonas Iversby Hvideberg | Mikel Bizkarra          | João Almeida            | Marc Soler        | UAE Team Emirates  |
| 5     | etapa plana    | Ethan Vernon     | João Almeida            | Phil Bauhaus            | Mikel Bizkarra          | João Almeida            | Urko Berrade      | UAE Team Emirates  |
| 6     | média montanha | Richard Carapaz  | Sergio Higuita          | Phil Bauhaus            | Sergio Higuita          | Sergio Higuita          | Richard Carapaz   | Bahrain Victorious |
| 7     | média montanha | Andrea Bagioli   | Sergio Higuita          | Kaden Groves            | Sergio Higuita          | Sergio Higuita          | Steven Kruijswijk | Bahrain Victorious |
| Final | Final          |                  | Sergio Higuita          | Kaden Groves            | Sergio Higuita          | Sergio Higuita          | não atribuído     | Bahrain Victorious |

## Ciclistas participantes e posições finais
| Ineos Grenadiers IGD | Ineos Grenadiers IGD       | Ineos Grenadiers IGD |
| -------------------- | -------------------------- | -------------------- |
| Num                  | Ciclista                   | Pos                  |
| 1                    | Richie Porte (AUS)         | DNF-2                |
| 2                    | Richard Carapaz (ECU)      | 2.                   |
| 3                    | Michał Kwiatkowski (POL)   | NP-3                 |
| 4                    | Carlos Rodríguez (ESP)     | 15.                  |
| 5                    | Pavel Sivakov (FRA)        | DNF-4                |
| 6                    | Jonathan Castroviejo (ESP) | 43.                  |
| 7                    | Luke Plapp (AUS) (estrada) | DNF-6                |

| Quick-Step Alpha Vinyl QST | Quick-Step Alpha Vinyl QST | Quick-Step Alpha Vinyl QST |
| -------------------------- | -------------------------- | -------------------------- |
| Num                        | Ciclista                   | Pos                        |
| 11                         | Fausto Masnada (ITA)       | DNF-3                      |
| 12                         | Andrea Bagioli (ITA)       | 56.                        |
| 13                         | Ilan Van Wilder (BEL)      | DNF-6                      |
| 14                         | Louis Vervaeke (BEL)       | 62.                        |
| 15                         | Ethan Vernon (GBR)         | 92.                        |
| 16                         | Pieter Serry (BEL)         | NP-4                       |
| 17                         | Dries Devenyns (BEL)       | 76.                        |

| Jumbo-Visma TJV | Jumbo-Visma TJV         | Jumbo-Visma TJV |
| --------------- | ----------------------- | --------------- |
| Num             | Ciclista                | Pos             |
| 21              | Rohan Dennis (AUS)      | 54.             |
| 22              | Steven Kruijswijk (NED) | 20.             |
| 23              | Sam Oomen (NED)         | 10.             |
| 25              | Tom Dumoulin (NED)      | DNF-3           |
| 26              | David Dekker (NED)      | NP-6            |
| 27              | Robert Gesink (NED)     | 40.             |

| UAE Team Emirates UAD | UAE Team Emirates UAD       | UAE Team Emirates UAD |
| --------------------- | --------------------------- | --------------------- |
| Num                   | Ciclista                    | Pos                   |
| 31                    | João Almeida (POR)          | 3.                    |
| 32                    | Rui Costa (POR)             | 69.                   |
| 33                    | George Bennett (NZL)        | 42.                   |
| 34                    | Juan Sebastián Molano (COL) | DNF-5                 |
| 35                    | Juan Ayuso (ESP)            | 5.                    |
| 36                    | Ivo Oliveira (POR)          | 94.                   |
| 37                    | Marc Soler (ESP)            | DNF-7                 |

| Bahrain Victorious TBV | Bahrain Victorious TBV          | Bahrain Victorious TBV |
| ---------------------- | ------------------------------- | ---------------------- |
| Num                    | Ciclista                        | Pos                    |
| 41                     | Jack Haig (AUS)                 | NP-2                   |
| 42                     | Sonny Colbrelli (ITA) (estrada) | NP-2                   |
| 43                     | Dylan Teuns (BEL)               | 12.                    |
| 44                     | Wout Poels (NED)                | DNF-7                  |
| 45                     | Phil Bauhaus (GER)              | DNF-7                  |
| 46                     | Santiago Buitrago (COL)         | 37.                    |
| 47                     | Hermann Pernsteiner (AUT)       | 17.                    |

| Bora-Hansgrohe BOH | Bora-Hansgrohe BOH             | Bora-Hansgrohe BOH |
| ------------------ | ------------------------------ | ------------------ |
| Num                | Ciclista                       | Pos                |
| 51                 | Ben Zwiehoff (GER)             | 63.                |
| 53                 | Jai Hindley (AUS)              | 13.                |
| 54                 | Sergio Higuita (COL) (estrada) | 1.                 |
| 55                 | Martin Laas (EST)              | DNF-7              |
| 56                 | Anton Palzer (GER)             | 25.                |
| 57                 | Cesare Benedetti (POL)         | NP-4               |

| AG2R Citroën Team ACT | AG2R Citroën Team ACT | AG2R Citroën Team ACT |
| --------------------- | --------------------- | --------------------- |
| Num                   | Ciclista              | Pos                   |
| 61                    | Ben O'Connor (AUS)    | 6.                    |
| 62                    | Dorian Godon (FRA)    | 67.                   |
| 63                    | Larry Warbasse (USA)  | 60.                   |
| 64                    | Clément Berthet (FRA) | 49.                   |
| 65                    | Mikaël Cherel (FRA)   | 57.                   |
| 66                    | Jaakko Hänninen (FIN) | 81.                   |
| 67                    | Nans Peters (FRA)     | DNF-2                 |

| Groupama-FDJ GFC | Groupama-FDJ GFC            | Groupama-FDJ GFC |
| ---------------- | --------------------------- | ---------------- |
| Num              | Ciclista                    | Pos              |
| 71               | Michael Storer (AUS)        | 52.              |
| 72               | Sébastien Reichenbach (SUI) | 14.              |
| 73               | Attila Valter (HUN)         | 26.              |
| 74               | Matteo Badilatti (SUI)      | 66.              |
| 75               | Rudy Molard (FRA)           | DNF-7            |
| 76               | Quentin Pacher (FRA)        | 23.              |
| 77               | Bruno Armirail (FRA)        | DNF-6            |

| Israel-Premier Tech IPT | Israel-Premier Tech IPT          | Israel-Premier Tech IPT |
| ----------------------- | -------------------------------- | ----------------------- |
| Num                     | Ciclista                         | Pos                     |
| 81                      | Michael Woods (CAN)              | NP-6                    |
| 82                      | Alessandro De Marchi (ITA)       | NP-1                    |
| 83                      | Mads Würtz (DEN) (estrada)       | 72.                     |
| 84                      | Corbin Strong (NZL)              | NP-4                    |
| 85                      | Daryl Impey (RSA)                | 53.                     |
| 86                      | Simon Clarke (AUS)               | 47.                     |
| 87                      | Guillaume Boivin (CAN) (estrada) | DNF-6                   |

| Movistar Team MOV | Movistar Team MOV        | Movistar Team MOV |
| ----------------- | ------------------------ | ----------------- |
| Num               | Ciclista                 | Pos               |
| 91                | Alejandro Valverde (ESP) | NP-6              |
| 92                | Iván Ramiro Sosa (COL)   | 41.               |
| 93                | Carlos Verona (ESP)      | 11.               |
| 94                | José Joaquín Rojas (ESP) | NP-4              |
| 95                | Oier Lazkano (ESP)       | 85.               |
| 96                | William Barta (USA)      | 77.               |
| 97                | Albert Torres (ESP)      | DNF-5             |

| Trek-Segafredo TFS | Trek-Segafredo TFS           | Trek-Segafredo TFS |
| ------------------ | ---------------------------- | ------------------ |
| Num                | Ciclista                     | Pos                |
| 101                | Mattias Skjelmose (DEN)      | 16.                |
| 102                | Antwan Tolhoek (NED)         | 78.                |
| 103                | Giulio Ciccone (ITA)         | 21.                |
| 104                | Juan Pedro López (ESP)       | DNF-7              |
| 105                | Amanuel Gebrezgabihier (ERI) | DNF-7              |
| 106                | Dario Cataldo (ITA)          | DNF-6              |
| 107                | Marc Brustenga (ESP)         | DNF-7              |

| Astana Qazaqstan Team AST | Astana Qazaqstan Team AST   | Astana Qazaqstan Team AST |
| ------------------------- | --------------------------- | ------------------------- |
| Num                       | Ciclista                    | Pos                       |
| 111                       | Joe Dombrowski (USA)        | 32.                       |
| 112                       | Simone Velasco (ITA)        | 36.                       |
| 113                       | Javier Romo (ESP)           | 24.                       |
| 114                       | Vadim Pronskiy (KAZ)        | 58.                       |
| 115                       | Sebastián Henao (COL)       | 45.                       |
| 116                       | Aleksandr Riabushenko (BLR) | 91.                       |
| 117                       | Valerio Conti (ITA)         | NP-6                      |

| Intermarché-Wanty-Gobert Matériaux IWG | Intermarché-Wanty-Gobert Matériaux IWG | Intermarché-Wanty-Gobert Matériaux IWG |
| -------------------------------------- | -------------------------------------- | -------------------------------------- |
| Num                                    | Ciclista                               | Pos                                    |
| 121                                    | Louis Meintjes (RSA)                   | 46.                                    |
| 122                                    | Simone Petilli (ITA)                   | 31.                                    |
| 123                                    | Jan Hirt (CZE)                         | DNF-7                                  |
| 124                                    | Laurens Huys (BEL)                     | 35.                                    |
| 125                                    | Jan Bakelants (BEL)                    | 19.                                    |
| 126                                    | Tom Devriendt (BEL)                    | DNF-3                                  |
| 127                                    | Théo Delacroix (FRA)                   | DNF-6                                  |

| Cofidis COF | Cofidis COF               | Cofidis COF |
| ----------- | ------------------------- | ----------- |
| Num         | Ciclista                  | Pos         |
| 131         | Guillaume Martin (FRA)    | 8.          |
| 132         | Jesús Herrada (ESP)       | 28.         |
| 133         | Pierre-Luc Périchon (FRA) | 84.         |
| 134         | Hugo Toumire (FRA)        | DNF-6       |
| 135         | Alexandre Delettre (FRA)  | 93.         |
| 136         | José Herrada (ESP)        | 30.         |
| 137         | Sander Armée (BEL)        | 86.         |

| EF Education-EasyPost EFE | EF Education-EasyPost EFE  | EF Education-EasyPost EFE |
| ------------------------- | -------------------------- | ------------------------- |
| Num                       | Ciclista                   | Pos                       |
| 141                       | Diego Camargo (COL)        | 64.                       |
| 142                       | Esteban Chaves (COL)       | 44.                       |
| 143                       | Hugh Carthy (GBR)          | 27.                       |
| 144                       | Odd Christian Eiking (NOR) | NP-6                      |
| 145                       | Merhawi Kudus (ERI)        | 50.                       |
| 146                       | Neilson Powless (USA)      | NP-6                      |
| 147                       | Jonathan Caicedo (ECU)     | DNF-7                     |

| Arkéa-Samsic ARK | Arkéa-Samsic ARK          | Arkéa-Samsic ARK |
| ---------------- | ------------------------- | ---------------- |
| Num              | Ciclista                  | Pos              |
| 151              | Nairo Quintana (COL)      | 4.               |
| 152              | Élie Gesbert (FRA)        | 68.              |
| 153              | Anthony Delaplace (FRA)   | DNF-6            |
| 154              | Miguel Flórez López (COL) | DNF-6            |
| 155              | Hugo Hofstetter (FRA)     | DNF-7            |
| 156              | Winner Anacona (COL)      | 65.              |
| 157              | Łukasz Owsian (POL)       | 39.              |

| Lotto-Soudal LTS | Lotto-Soudal LTS        | Lotto-Soudal LTS |
| ---------------- | ----------------------- | ---------------- |
| Num              | Ciclista                | Pos              |
| 161              | Thomas De Gendt (BEL)   | DNF-3            |
| 162              | Harm Vanhoucke (BEL)    | DNF-6            |
| 164              | Filippo Conca (ITA)     | DNF-6            |
| 165              | Matthew Holmes (GBR)    | NP-5             |
| 166              | Viktor Verschaeve (BEL) | DNF-6            |
| 167              | Sylvain Moniquet (BEL)  | 29.              |

| BikeExchange-Jayco BEX | BikeExchange-Jayco BEX        | BikeExchange-Jayco BEX |
| ---------------------- | ----------------------------- | ---------------------- |
| Num                    | Ciclista                      | Pos                    |
| 171                    | Simon Yates (GBR)             | NP-4                   |
| 172                    | Michael Matthews (AUS)        | DNF-3                  |
| 173                    | Damien Howson (AUS)           | 33.                    |
| 174                    | Kaden Groves (AUS)            | 71.                    |
| 175                    | Michael Hepburn (AUS)         | DNF-6                  |
| 176                    | Christopher Juul-Jensen (DEN) | 79.                    |
| 177                    | Callum Scotson (AUS)          | 51.                    |

| Team DSM DSM | Team DSM DSM                  | Team DSM DSM |
| ------------ | ----------------------------- | ------------ |
| Num          | Ciclista                      | Pos          |
| 181          | Mark Donovan (GBR)            | NP-6         |
| 182          | Casper Pedersen (DEN)         | DNF-7        |
| 183          | Romain Combaud (FRA)          | NP-4         |
| 184          | Henri Vandenabeele (BEL)      | 34.          |
| 185          | Marius Mayrhofer (GER)        | DNF-3        |
| 186          | Jonas Iversby Hvideberg (NOR) | DNF-7        |
| 187          | Marco Brenner (GER)           | DNF-4        |

| Equipo Kern Pharma EKP | Equipo Kern Pharma EKP   | Equipo Kern Pharma EKP |
| ---------------------- | ------------------------ | ---------------------- |
| Num                    | Ciclista                 | Pos                    |
| 191                    | José Félix Parra (ESP)   | DNF-6                  |
| 192                    | Urko Berrade (ESP)       | NP-6                   |
| 193                    | Héctor Carretero (ESP)   | DNF-7                  |
| 194                    | Raúl García Pierna (ESP) | 74.                    |
| 195                    | Jaime Castrillo (ESP)    | DNF-6                  |
| 196                    | Francisco Galván (ESP)   | 59.                    |
| 197                    | Roger Adrià (ESP)        | 73.                    |

| Uno-X Pro Cycling Team UXT | Uno-X Pro Cycling Team UXT       | Uno-X Pro Cycling Team UXT |
| -------------------------- | -------------------------------- | -------------------------- |
| Num                        | Ciclista                         | Pos                        |
| 201                        | Tobias Halland Johannessen (NOR) | 7.                         |
| 202                        | Anthon Charmig (DEN)             | DNF-6                      |
| 203                        | Idar Andersen (NOR)              | DNF-7                      |
| 204                        | Torstein Træen (NOR)             | 9.                         |
| 205                        | Jonas Gregaard (DEN)             | 22.                        |
| 206                        | Jacob Hindsgaul Madsen (DEN)     | 90.                        |
| 207                        | Torjus Sleen (NOR)               | DNF-6                      |

| Caja Rural-Seguros RGA CJR | Caja Rural-Seguros RGA CJR | Caja Rural-Seguros RGA CJR |
| -------------------------- | -------------------------- | -------------------------- |
| Num                        | Ciclista                   | Pos                        |
| 211                        | Jhojan García (COL)        | 75.                        |
| 212                        | Michal Schlegel (CZE)      | 88.                        |
| 213                        | Fernando Barceló (ESP)     | 38.                        |
| 214                        | Mikel Nieve (ESP)          | DNF-4                      |
| 215                        | Álvaro Cuadros (ESP)       | DNF-3                      |
| 216                        | Joel Nicolau (ESP)         | 70.                        |
| 217                        | Eduard Prades (ESP)        | DNF-7                      |

| Euskaltel-Euskadi EUS | Euskaltel-Euskadi EUS    | Euskaltel-Euskadi EUS |
| --------------------- | ------------------------ | --------------------- |
| Num                   | Ciclista                 | Pos                   |
| 221                   | Mikel Bizkarra (ESP)     | 89.                   |
| 222                   | Luis Ángel Maté (ESP)    | DNF-7                 |
| 223                   | Gotzon Martín (ESP)      | 55.                   |
| 224                   | Joan Bou (ESP)           | 80.                   |
| 225                   | Unai Cuadrado (ESP)      | 87.                   |
| 226                   | Carlos Canal (ESP)       | 48.                   |
| 227                   | Antonio Jesús Soto (ESP) | 82.                   |

| Burgos-BH BBH | Burgos-BH BBH         | Burgos-BH BBH |
| ------------- | --------------------- | ------------- |
| Num           | Ciclista              | Pos           |
| 231           | Daniel Navarro (ESP)  | 18.           |
| 232           | Óscar Cabedo (ESP)    | DNF-6         |
| 233           | Jetse Bol (NED)       | 61.           |
| 234           | Alex Molenaar (NED)   | DNF-7         |
| 235           | Adrià Moreno (ESP)    | DNF-7         |
| 236           | Ander Okamika (ESP)   | 83.           |
| 237           | Manuel Peñalver (ESP) | DNF-7         |

| Ineos Grenadiers IGD | Ineos Grenadiers IGD       | Ineos Grenadiers IGD |
| -------------------- | -------------------------- | -------------------- |
| Num                  | Ciclista                   | Pos                  |
| 1                    | Richie Porte (AUS)         | DNF-2                |
| 2                    | Richard Carapaz (ECU)      | 2.                   |
| 3                    | Michał Kwiatkowski (POL)   | NP-3                 |
| 4                    | Carlos Rodríguez (ESP)     | 15.                  |
| 5                    | Pavel Sivakov (FRA)        | DNF-4                |
| 6                    | Jonathan Castroviejo (ESP) | 43.                  |
| 7                    | Luke Plapp (AUS) (estrada) | DNF-6                |

| Quick-Step Alpha Vinyl QST | Quick-Step Alpha Vinyl QST | Quick-Step Alpha Vinyl QST |
| -------------------------- | -------------------------- | -------------------------- |
| Num                        | Ciclista                   | Pos                        |
| 11                         | Fausto Masnada (ITA)       | DNF-3                      |
| 12                         | Andrea Bagioli (ITA)       | 56.                        |
| 13                         | Ilan Van Wilder (BEL)      | DNF-6                      |
| 14                         | Louis Vervaeke (BEL)       | 62.                        |
| 15                         | Ethan Vernon (GBR)         | 92.                        |
| 16                         | Pieter Serry (BEL)         | NP-4                       |
| 17                         | Dries Devenyns (BEL)       | 76.                        |

| Jumbo-Visma TJV | Jumbo-Visma TJV         | Jumbo-Visma TJV |
| --------------- | ----------------------- | --------------- |
| Num             | Ciclista                | Pos             |
| 21              | Rohan Dennis (AUS)      | 54.             |
| 22              | Steven Kruijswijk (NED) | 20.             |
| 23              | Sam Oomen (NED)         | 10.             |
| 25              | Tom Dumoulin (NED)      | DNF-3           |
| 26              | David Dekker (NED)      | NP-6            |
| 27              | Robert Gesink (NED)     | 40.             |

| UAE Team Emirates UAD | UAE Team Emirates UAD       | UAE Team Emirates UAD |
| --------------------- | --------------------------- | --------------------- |
| Num                   | Ciclista                    | Pos                   |
| 31                    | João Almeida (POR)          | 3.                    |
| 32                    | Rui Costa (POR)             | 69.                   |
| 33                    | George Bennett (NZL)        | 42.                   |
| 34                    | Juan Sebastián Molano (COL) | DNF-5                 |
| 35                    | Juan Ayuso (ESP)            | 5.                    |
| 36                    | Ivo Oliveira (POR)          | 94.                   |
| 37                    | Marc Soler (ESP)            | DNF-7                 |

| Bahrain Victorious TBV | Bahrain Victorious TBV          | Bahrain Victorious TBV |
| ---------------------- | ------------------------------- | ---------------------- |
| Num                    | Ciclista                        | Pos                    |
| 41                     | Jack Haig (AUS)                 | NP-2                   |
| 42                     | Sonny Colbrelli (ITA) (estrada) | NP-2                   |
| 43                     | Dylan Teuns (BEL)               | 12.                    |
| 44                     | Wout Poels (NED)                | DNF-7                  |
| 45                     | Phil Bauhaus (GER)              | DNF-7                  |
| 46                     | Santiago Buitrago (COL)         | 37.                    |
| 47                     | Hermann Pernsteiner (AUT)       | 17.                    |

| Bora-Hansgrohe BOH | Bora-Hansgrohe BOH             | Bora-Hansgrohe BOH |
| ------------------ | ------------------------------ | ------------------ |
| Num                | Ciclista                       | Pos                |
| 51                 | Ben Zwiehoff (GER)             | 63.                |
| 53                 | Jai Hindley (AUS)              | 13.                |
| 54                 | Sergio Higuita (COL) (estrada) | 1.                 |
| 55                 | Martin Laas (EST)              | DNF-7              |
| 56                 | Anton Palzer (GER)             | 25.                |
| 57                 | Cesare Benedetti (POL)         | NP-4               |

| AG2R Citroën Team ACT | AG2R Citroën Team ACT | AG2R Citroën Team ACT |
| --------------------- | --------------------- | --------------------- |
| Num                   | Ciclista              | Pos                   |
| 61                    | Ben O'Connor (AUS)    | 6.                    |
| 62                    | Dorian Godon (FRA)    | 67.                   |
| 63                    | Larry Warbasse (USA)  | 60.                   |
| 64                    | Clément Berthet (FRA) | 49.                   |
| 65                    | Mikaël Cherel (FRA)   | 57.                   |
| 66                    | Jaakko Hänninen (FIN) | 81.                   |
| 67                    | Nans Peters (FRA)     | DNF-2                 |

| Groupama-FDJ GFC | Groupama-FDJ GFC            | Groupama-FDJ GFC |
| ---------------- | --------------------------- | ---------------- |
| Num              | Ciclista                    | Pos              |
| 71               | Michael Storer (AUS)        | 52.              |
| 72               | Sébastien Reichenbach (SUI) | 14.              |
| 73               | Attila Valter (HUN)         | 26.              |
| 74               | Matteo Badilatti (SUI)      | 66.              |
| 75               | Rudy Molard (FRA)           | DNF-7            |
| 76               | Quentin Pacher (FRA)        | 23.              |
| 77               | Bruno Armirail (FRA)        | DNF-6            |

| Israel-Premier Tech IPT | Israel-Premier Tech IPT          | Israel-Premier Tech IPT |
| ----------------------- | -------------------------------- | ----------------------- |
| Num                     | Ciclista                         | Pos                     |
| 81                      | Michael Woods (CAN)              | NP-6                    |
| 82                      | Alessandro De Marchi (ITA)       | NP-1                    |
| 83                      | Mads Würtz (DEN) (estrada)       | 72.                     |
| 84                      | Corbin Strong (NZL)              | NP-4                    |
| 85                      | Daryl Impey (RSA)                | 53.                     |
| 86                      | Simon Clarke (AUS)               | 47.                     |
| 87                      | Guillaume Boivin (CAN) (estrada) | DNF-6                   |

| Movistar Team MOV | Movistar Team MOV        | Movistar Team MOV |
| ----------------- | ------------------------ | ----------------- |
| Num               | Ciclista                 | Pos               |
| 91                | Alejandro Valverde (ESP) | NP-6              |
| 92                | Iván Ramiro Sosa (COL)   | 41.               |
| 93                | Carlos Verona (ESP)      | 11.               |
| 94                | José Joaquín Rojas (ESP) | NP-4              |
| 95                | Oier Lazkano (ESP)       | 85.               |
| 96                | William Barta (USA)      | 77.               |
| 97                | Albert Torres (ESP)      | DNF-5             |

| Trek-Segafredo TFS | Trek-Segafredo TFS           | Trek-Segafredo TFS |
| ------------------ | ---------------------------- | ------------------ |
| Num                | Ciclista                     | Pos                |
| 101                | Mattias Skjelmose (DEN)      | 16.                |
| 102                | Antwan Tolhoek (NED)         | 78.                |
| 103                | Giulio Ciccone (ITA)         | 21.                |
| 104                | Juan Pedro López (ESP)       | DNF-7              |
| 105                | Amanuel Gebrezgabihier (ERI) | DNF-7              |
| 106                | Dario Cataldo (ITA)          | DNF-6              |
| 107                | Marc Brustenga (ESP)         | DNF-7              |

| Astana Qazaqstan Team AST | Astana Qazaqstan Team AST   | Astana Qazaqstan Team AST |
| ------------------------- | --------------------------- | ------------------------- |
| Num                       | Ciclista                    | Pos                       |
| 111                       | Joe Dombrowski (USA)        | 32.                       |
| 112                       | Simone Velasco (ITA)        | 36.                       |
| 113                       | Javier Romo (ESP)           | 24.                       |
| 114                       | Vadim Pronskiy (KAZ)        | 58.                       |
| 115                       | Sebastián Henao (COL)       | 45.                       |
| 116                       | Aleksandr Riabushenko (BLR) | 91.                       |
| 117                       | Valerio Conti (ITA)         | NP-6                      |

| Intermarché-Wanty-Gobert Matériaux IWG | Intermarché-Wanty-Gobert Matériaux IWG | Intermarché-Wanty-Gobert Matériaux IWG |
| -------------------------------------- | -------------------------------------- | -------------------------------------- |
| Num                                    | Ciclista                               | Pos                                    |
| 121                                    | Louis Meintjes (RSA)                   | 46.                                    |
| 122                                    | Simone Petilli (ITA)                   | 31.                                    |
| 123                                    | Jan Hirt (CZE)                         | DNF-7                                  |
| 124                                    | Laurens Huys (BEL)                     | 35.                                    |
| 125                                    | Jan Bakelants (BEL)                    | 19.                                    |
| 126                                    | Tom Devriendt (BEL)                    | DNF-3                                  |
| 127                                    | Théo Delacroix (FRA)                   | DNF-6                                  |

| Cofidis COF | Cofidis COF               | Cofidis COF |
| ----------- | ------------------------- | ----------- |
| Num         | Ciclista                  | Pos         |
| 131         | Guillaume Martin (FRA)    | 8.          |
| 132         | Jesús Herrada (ESP)       | 28.         |
| 133         | Pierre-Luc Périchon (FRA) | 84.         |
| 134         | Hugo Toumire (FRA)        | DNF-6       |
| 135         | Alexandre Delettre (FRA)  | 93.         |
| 136         | José Herrada (ESP)        | 30.         |
| 137         | Sander Armée (BEL)        | 86.         |

| EF Education-EasyPost EFE | EF Education-EasyPost EFE  | EF Education-EasyPost EFE |
| ------------------------- | -------------------------- | ------------------------- |
| Num                       | Ciclista                   | Pos                       |
| 141                       | Diego Camargo (COL)        | 64.                       |
| 142                       | Esteban Chaves (COL)       | 44.                       |
| 143                       | Hugh Carthy (GBR)          | 27.                       |
| 144                       | Odd Christian Eiking (NOR) | NP-6                      |
| 145                       | Merhawi Kudus (ERI)        | 50.                       |
| 146                       | Neilson Powless (USA)      | NP-6                      |
| 147                       | Jonathan Caicedo (ECU)     | DNF-7                     |

| Arkéa-Samsic ARK | Arkéa-Samsic ARK          | Arkéa-Samsic ARK |
| ---------------- | ------------------------- | ---------------- |
| Num              | Ciclista                  | Pos              |
| 151              | Nairo Quintana (COL)      | 4.               |
| 152              | Élie Gesbert (FRA)        | 68.              |
| 153              | Anthony Delaplace (FRA)   | DNF-6            |
| 154              | Miguel Flórez López (COL) | DNF-6            |
| 155              | Hugo Hofstetter (FRA)     | DNF-7            |
| 156              | Winner Anacona (COL)      | 65.              |
| 157              | Łukasz Owsian (POL)       | 39.              |

| Lotto-Soudal LTS | Lotto-Soudal LTS        | Lotto-Soudal LTS |
| ---------------- | ----------------------- | ---------------- |
| Num              | Ciclista                | Pos              |
| 161              | Thomas De Gendt (BEL)   | DNF-3            |
| 162              | Harm Vanhoucke (BEL)    | DNF-6            |
| 164              | Filippo Conca (ITA)     | DNF-6            |
| 165              | Matthew Holmes (GBR)    | NP-5             |
| 166              | Viktor Verschaeve (BEL) | DNF-6            |
| 167              | Sylvain Moniquet (BEL)  | 29.              |

| BikeExchange-Jayco BEX | BikeExchange-Jayco BEX        | BikeExchange-Jayco BEX |
| ---------------------- | ----------------------------- | ---------------------- |
| Num                    | Ciclista                      | Pos                    |
| 171                    | Simon Yates (GBR)             | NP-4                   |
| 172                    | Michael Matthews (AUS)        | DNF-3                  |
| 173                    | Damien Howson (AUS)           | 33.                    |
| 174                    | Kaden Groves (AUS)            | 71.                    |
| 175                    | Michael Hepburn (AUS)         | DNF-6                  |
| 176                    | Christopher Juul-Jensen (DEN) | 79.                    |
| 177                    | Callum Scotson (AUS)          | 51.                    |

| Team DSM DSM | Team DSM DSM                  | Team DSM DSM |
| ------------ | ----------------------------- | ------------ |
| Num          | Ciclista                      | Pos          |
| 181          | Mark Donovan (GBR)            | NP-6         |
| 182          | Casper Pedersen (DEN)         | DNF-7        |
| 183          | Romain Combaud (FRA)          | NP-4         |
| 184          | Henri Vandenabeele (BEL)      | 34.          |
| 185          | Marius Mayrhofer (GER)        | DNF-3        |
| 186          | Jonas Iversby Hvideberg (NOR) | DNF-7        |
| 187          | Marco Brenner (GER)           | DNF-4        |

| Equipo Kern Pharma EKP | Equipo Kern Pharma EKP   | Equipo Kern Pharma EKP |
| ---------------------- | ------------------------ | ---------------------- |
| Num                    | Ciclista                 | Pos                    |
| 191                    | José Félix Parra (ESP)   | DNF-6                  |
| 192                    | Urko Berrade (ESP)       | NP-6                   |
| 193                    | Héctor Carretero (ESP)   | DNF-7                  |
| 194                    | Raúl García Pierna (ESP) | 74.                    |
| 195                    | Jaime Castrillo (ESP)    | DNF-6                  |
| 196                    | Francisco Galván (ESP)   | 59.                    |
| 197                    | Roger Adrià (ESP)        | 73.                    |

| Uno-X Pro Cycling Team UXT | Uno-X Pro Cycling Team UXT       | Uno-X Pro Cycling Team UXT |
| -------------------------- | -------------------------------- | -------------------------- |
| Num                        | Ciclista                         | Pos                        |
| 201                        | Tobias Halland Johannessen (NOR) | 7.                         |
| 202                        | Anthon Charmig (DEN)             | DNF-6                      |
| 203                        | Idar Andersen (NOR)              | DNF-7                      |
| 204                        | Torstein Træen (NOR)             | 9.                         |
| 205                        | Jonas Gregaard (DEN)             | 22.                        |
| 206                        | Jacob Hindsgaul Madsen (DEN)     | 90.                        |
| 207                        | Torjus Sleen (NOR)               | DNF-6                      |

| Caja Rural-Seguros RGA CJR | Caja Rural-Seguros RGA CJR | Caja Rural-Seguros RGA CJR |
| -------------------------- | -------------------------- | -------------------------- |
| Num                        | Ciclista                   | Pos                        |
| 211                        | Jhojan García (COL)        | 75.                        |
| 212                        | Michal Schlegel (CZE)      | 88.                        |
| 213                        | Fernando Barceló (ESP)     | 38.                        |
| 214                        | Mikel Nieve (ESP)          | DNF-4                      |
| 215                        | Álvaro Cuadros (ESP)       | DNF-3                      |
| 216                        | Joel Nicolau (ESP)         | 70.                        |
| 217                        | Eduard Prades (ESP)        | DNF-7                      |

| Euskaltel-Euskadi EUS | Euskaltel-Euskadi EUS    | Euskaltel-Euskadi EUS |
| --------------------- | ------------------------ | --------------------- |
| Num                   | Ciclista                 | Pos                   |
| 221                   | Mikel Bizkarra (ESP)     | 89.                   |
| 222                   | Luis Ángel Maté (ESP)    | DNF-7                 |
| 223                   | Gotzon Martín (ESP)      | 55.                   |
| 224                   | Joan Bou (ESP)           | 80.                   |
| 225                   | Unai Cuadrado (ESP)      | 87.                   |
| 226                   | Carlos Canal (ESP)       | 48.                   |
| 227                   | Antonio Jesús Soto (ESP) | 82.                   |

| Burgos-BH BBH | Burgos-BH BBH         | Burgos-BH BBH |
| ------------- | --------------------- | ------------- |
| Num           | Ciclista              | Pos           |
| 231           | Daniel Navarro (ESP)  | 18.           |
| 232           | Óscar Cabedo (ESP)    | DNF-6         |
| 233           | Jetse Bol (NED)       | 61.           |
| 234           | Alex Molenaar (NED)   | DNF-7         |
| 235           | Adrià Moreno (ESP)    | DNF-7         |
| 236           | Ander Okamika (ESP)   | 83.           |
| 237           | Manuel Peñalver (ESP) | DNF-7         |

Convenções:
- AB-N: Abandono na etapa "N"
- FLT-N: Retiro por chegada fora do limite de tempo na etapa "N"
- NTS-N: Não tomou a saída para a etapa "N"
- DES-N: Desclassificado ou expulsado na etapa "N"

## UCI World Ranking
A Volta à Catalunha outorgou pontos para o UCI World Ranking para corredores das equipas nas categorias UCI WorldTeam, UCI ProTeam e Continental. As seguintes tabelas são o barómetro de pontuação e os dez corredores que obtiveram mais pontos:
| Posição             | 1.º | 2.º | 3.º | 4.º | 5.º | 6.º | 7.º | 8.º | 9.º | 10.º | 11.º | 12.º | 13.º | 14.º | 15.º | 16.º-20.º | 21.º-30.º | 31.º-50.º | 51.º-55.º | 56.º-60.º |
| Classificação geral | 400 | 320 | 260 | 220 | 180 | 140 | 120 | 100 | 80  | 68   | 56   | 48   | 40   | 32   | 28   | 24        | 16        | 8         | 4         | 2         |
| Por etapa           | 50  | 20  | 8   |     |     |     |     |     |     |      |      |      |      |      |      |           |           |           |           |           |
| Líder               | 8   |     |     |     |     |     |     |     |     |      |      |      |      |      |      |           |           |           |           |           |

| Classificação |                            |                  |       |       |       |       |
| Posição       | Ciclista                   | Equipa           | Geral | Etapa | Líder | Total |
| ------------- | -------------------------- | ---------------- | ----- | ----- | ----- | ----- |
| 1.º           | Sergio Higuita             | Bora-Hansgrohe   | 400   | 28    | 8     | 436   |
| 2.º           | Richard Carapaz            | Ineos Grenadiers | 320   | 50    | -     | 370   |
| 3.º           | João Almeida               | UAE Emirates     | 260   | 50    | 8     | 318   |
| 4.º           | Nairo Quintana             | Arkéa Samsic     | 220   | 28    | 8     | 256   |
| 5.º           | Juan Ayuso                 | UAE Emirates     | 180   | 20    | -     | 200   |
| 6.º           | Ben O'Connor               | AG2R Citroën     | 140   | 50    | 8     | 198   |
| 7.º           | Tobias Halland Johannessen | Uno-X            | 120   | -     | -     | 120   |
| 8.º           | Guillaume Martin           | Cofidis          | 100   | -     | -     | 100   |
| 9.º           | Torstein Træen             | Uno-X            | 80    | -     | -     | 80    |
| 10.º          | Sam Oomen                  | Jumbo-Visma      | 68    | -     | -     | 68    |